# Philip Wylie
Philip Gordon Wylie (* 12. Mai 1902 in Beverly, Massachusetts; † 25. Oktober 1971 in Miami, Florida) war ein amerikanischer Schriftsteller und Drehbuchautor, bekannt vor allem als Autor von Science-Fiction und als Verfasser des polemisch-satirischen Buches Generation of Vipers. Neben Romanen verfasste er ein Dutzend Sachbücher, an die 200 Kurzgeschichten und zahlreiche Zeitungsartikel und Essays.

## Leben
Philip Wylies Vater war der presbyterianischen Pfarrer Edmund Melville Wylie. Seine Mutter Edna Wylie, geborene Edwards, war eine Romanschriftstellerin und starb, als Philip gerade fünf Jahre alt war. Seine Familie zog nach Montclair in New Jersey um, wo er ab 1920 an der Princeton University studierte. 1923 brach er das Studium aus eher privaten Gründen ab. 1928 heiratete er Sally Johanna Ondek, mit der er eine Tochter, Karen, hatte. Karen wurde bekannt als Entwicklerin des Klickertrainings. Sie heiratete Taylor Alderdyce Pryor, einen Marine-Hubschrauber-Piloten, der später Senator von Hawaii wurde und den Sea Life Park Hawaii sowie das ozeanografische Institut auf Hawaii mitgründete. Nach Philip Wylies Scheidung von Sally 1937 heiratete er 1938 Frederica Ballard. Die Ehe blieb kinderlos.
1925 begann Wylie für den New Yorker zu arbeiten, ab 1927 war er in der Anzeigenabteilung der Cosmopolitan Book Company beschäftigt. Schließlich ging er nach Hollywood und wurde Drehbuchautor, von 1931 bis 1933 für Paramount Pictures und von 1936 bis 1937 für MGM. Danach wurde er hauptberuflicher Schriftsteller. 1944 war er Lektor beim Verlag Farrar & Rinehart.
Wylies Leistungen als Drehbuchautor sind verwoben mit den Romanen von H. G. Wells, den Wylie schätzte und bewunderte. Er schrieb das Drehbuch für den auf Wells’ Roman Die Insel des Dr. Moreau basierenden Film Die Insel der verlorenen Seelen von 1932 und als es darum ging, Wells’ Der Unsichtbare zu verfilmen, kaufte Universal Studios die Rechte an Wylies thematisch ähnlichem, eben erschienenen Roman The Murderer Invisible. Der Film Der Unsichtbare mit Claude Rains von 1933 basierte dann sowohl auf Wells’ als auch auf Wylies Arbeit.
1926 hatte Wylie eine erste Science-Fiction-Kurzgeschichte Seeing New York by Kiddie Car veröffentlicht. Es folgten zwei Mainstream-Romane und dann 1930 der Roman Gladiator über einen mit übermenschlichen Kräften ausgestatteten jungen Mann, der tonnenschwere Gegenstände anheben und so hoch springen kann, dass er fliegen zu können scheint. Auch Kugeln können ihm nichts anhaben. Trotz und gerade wegen seiner ungewöhnlichen Fähigkeiten hat er Schwierigkeiten, sich in der Welt der normalen Menschen zurechtzufinden. Die Rede ist aber nicht von Superman, sondern von Hugo Danner, dem Helden von Wylies Roman. Erst Jahre später haben sich dann Jerry Siegel und Joe Shuster von Wylie inspirieren lassen, als sie ihre später weltberühmte Comicfigur schufen.
Ein weiterer Übermensch aus Wylies Feder ist Henry Stone, der Protagonist seines Romans The Savage Gentleman von 1932. Der Sohn eines Zeitungsmagnaten wird von einer Gruppe von Wissenschaftlern, Erziehern und Trainern auf einer einsamen Insel im Pazifik aufgezogen und wächst zu einem Mann von außergewöhnlicher Kraft und ungewöhnlichen geistigen Fähigkeiten heran. Als er erwachsen geworden in die Zivilisation zurückkehrt, erlauben ihm seine überragenden Gaben, in diversen Abenteuern Verbrechen und Unrecht zu verfolgen und die Unschuldigen zu schützen. Parallelen zu Edgar Rice Burroughs’ Tarzan sind offensichtlich, umgekehrt weist die Figur des Doc Savage, die ein Jahr später in den Pulps erschien, offensichtliche Ähnlichkeiten auf.
1933 und 1934 erschienen dann die Romane When Worlds Collide (deutsch als Wenn Welten zusammenstoßen) und After Worlds Collide (deutsch als Auf dem neuen Planeten), die Wylie zusammen mit Edwin Balmer schrieb. Die beiden Romane gelten als Klassiker der Science-Fiction. When Worlds Collide wurde ab September 1932 in vier Fortsetzungen im Blue Book Magazine abgedruckt, 1933 erschien eine gebundene Ausgabe. Der Roman schildert eine kosmische Katastrophe, bei der ein vagabundierendes Planetenpaar entdeckt wird, bestehend aus einem großen Gasplaneten und einem kleineren, erdähnlichen Trabanten. Der Gasplanet wird die Bahn der Erde kreuzen und sie voraussichtlich zerstören, der Erdplanet wird eine stabile Bahn in der habitablen Zone der Sonne finden. Der genialer Wissenschaftler Bronson entwickelt angesichts der drohenden Katastrophe ein Mittel zur Rettung der Menschheit: einige Tausend Menschen sollen in einem Raumschiff zu der erdähnlichen Welt fliegen und dort eine neue Zivilisation aufbauen. Die Grundkonstellation des Buches (Erde von Vernichtung bedroht; genialer Wissenschaftler baut Raumschiff; viriler Held mit Geliebter flieht in die Weiten des Weltraums) soll auch die Inspiration zum ursprünglichen Storyline von Flash Gordon gewesen sein.
In der Fortsetzung After Worlds Collide landet das Raumschiff – die „Arche“ – auf dem nun Bronson Beta benannten neuen Planeten. Sie finden dort die Reste einer Zivilisation, von automatischen Maschinen betriebene Städte, die in der Kälte des Weltraums konserviert, weiterhin funktionieren. Sie finden jedoch keine Spur der ehemaligen Bewohner, die, wie vorgefundene Bildnisse zeigen, menschenähnlich waren. Es haben aber nicht nur die Passagiere des amerikanischen Raumschiffs sich retten können, auch Raumschiffe anderer Nationen sind gelandet und es kommt zu einem Konflikt zwischen den Amerikanern und den Angehörigen einer deutsch-russisch-japanischen Allianz – eine Troika der „Schurkenstaaten“ des Jahres 1933 –, die beabsichtigen, auf der neuen Welt ein Sowjetsystem einzuführen. Wie absehbar, obsiegen am Ende die Amerikaner.
Die Idee der beiden Bücher stammte von Balmer, den Text schrieb Wylie. Ein dritter Roman, der die Trilogie vervollständigt und das Rätsel um den Verbleib der Ureinwohner des neuen Planeten geklärt hätte, kam nicht mehr zustande, vermutlich wegen Eingriffen Balmers in den Text des zweiten Buchs, die Wylies wissenschaftlichen Ansprüchen nicht genügten.
Während des Zweiten Weltkriegs arbeitete Wylie 1942 im Office of Facts and Figures, dem Vorläufer des Office of War Information und war 1944 in der Personalverwaltung der US Air Force beschäftigt. Aber auch als Autor wurde er in die Kriegsanstrengungen der Vereinigten Staaten involviert: Anfang 1945 reichte Wylie seine Erzählung The Paradise Crater beim American Magazine ein, in der die Nazis nach ihrer Niederlage im Krieg die Vereinigten Staaten im Jahr 1965 mit einer auf Uran-237 basierenden Bombe angreifen wollen – damals eine sehr brisante Geschichte, da das Manhattan-Projekt zur Entwicklung einer amerikanischen Atombombe höchst geheim war und der Einsatz der ersten Atombombe in Hiroshima noch über ein Jahr in der Zukunft lag. Es hatte zur Folge, dass der Autor Besuch von Regierungsagenten erhielt und kurzfristig unter Hausarrest gestellt wurde. Ab 1949 wurde Wylie dann Berater der Federal Civil Defense Administration, der US-Zivilschutzbehörde. Er blieb in dieser Funktion bis zu seinem Tod und die Erfahrungen aus diesem Bereich flossen mehrfach in seine Werke ein. Außerdem war Wylie zeitweise Berater des Vorsitzenden des Congress Joint Committee on Atomic Energy (JCAE), des mächtigen Kongresskomitees für Nuklearangelegenheiten.
In den USA war Wylie vor allem als Autor von Generation of Vipers bekannt, einer Essaysammlung, die in den 1940ern zum Bestseller wurde. In diesem Rundumschlag griff er Alle und Alles an, Kirche, Schule, Wirtschaft, Wissenschaft, Militär, jeden machte er zum Gegenstand durchaus ätzender Bemerkungen. Bislang aber war die American Mom als Gegenstand der Sozialkritik stets sakrosankt geblieben. Wylie griff auch die amerikanischen Mütter an und prägte er den Begriff des „Momism“, womit er den aus seiner Sicht überzogenen Kult um Mütter und Mutterschaft in der amerikanischen Gesellschaft bezeichnete. Es kam zu einer ziemlichen Erregung bei Lesern und Kritikern und die Folge war, dass ihm nun öfters unterstellt wurde, ein Frauenhasser zu sein.
Auch wenn Wylie kein Frauenfeind gewesen sein mag, tauchen Frauenfeinde in seinen Romanen mehrfach auf (etwa in The Savage Gentleman) und das Verhältnis der Geschlechter – insbesondere in den USA – wurde von Wylie kritisch reflektiert. So zum Beispiel im Roman Das große Verschwinden, in dem er schildert, dass eines Morgens die Menschheit aufwacht und feststellt, dass alle Vertreter des jeweils anderen Geschlechts nicht mehr da sind (Frauen erwachen in einer Welt ohne Männer und umgekehrt).
Ein weiteres Thema Wylies war das Angeln. Er war seit seiner Jugend ein begeisterter, wenn auch oft glückloser Sportfischer, anfangs in Flüssen, später dann beim Big Game Fishing vor der Küste von Miami. Sein intime Kenntnis der Welt der Skipper vor Florida bot Wylie einen soliden Hintergrund für eine literarische Verarbeitung, ähnlich wie Hemingway für seinen Roman Haben und Nichthaben von 1937.
Wylie schrieb also von 1939 bis 1959 insgesamt 49 Geschichten um Crunch Adams, der sein Boot Poseidon an Sportfischer vermietet, und seinen Maat Des Smith, die beim Hochseeangeln im Golfstrom verschiedene, nicht allzu ernsthafte Abenteuer erleben. Die Crunch & Des-Geschichten erschienen in der Saturday Evening Post und wurden später Grundlage der gleichnamigen Fernsehserie. Zudem beeinflusste er John D. MacDonalds Travis McGee, der einige Züge von Crunch Adams trägt.
1941 wurde Wylie zum Vize-Präsidenten der International Game Fish Association (IGFA) gewählt und war dort für einige Jahre verantwortlich für die Festlegung der Wettkampfregeln im Sportfischen und für die Überprüfung der Ansprüche auf Weltrekorde. Außerdem interessierte sich Wylie für Meeresbiologie und -ökologie und war zeitweise im Vorstand des Lerner Marine Laboratory, einer Forschungseinrichtung des AMNH auf den Bahamas.
Einer seiner Artikel, Anyone Can Raise Orchids, 1951 erschienen in The Saturday Evening Post, führte zu einem Aufschwung im Bereich der Orchideenzüchtung, weil sich nun nicht nur vermögende Menschen damit beschäftigten, sondern auch Hobbygärtner jeder Einkommensstufe.
1963 wurde seine Nichte Janice Wylie, die Tochter seines Bruders Max Wylie, der ebenfalls Schriftsteller war, zusammen mit ihrer Zimmergenossin Emily Hoffert in New York ermordet. Der Fall wurde als Career Girls Murders bekannt, führte zur Verurteilung eines Unschuldigen und wurde einer der großen Justizskandale in den USA. Der Fall war die Grundlage für den Fernsehfilm Der Mordfall Marcus-Nelson, dem Pilotfilm der Kriminalserie Kojak.
1971 starb Wylie im Alter von 69 Jahren. Zusammen mit seiner zweiten Frau ist er in Rushford, New York beigesetzt. Sein Nachlass befindet sich im Department of Rare Books and Special Collections der Princeton University Library.

## Auszeichnungen
- 1953: Goldmedaille der Freedom Foundation
- 1959: Henry H. Hyman Memorial Trophy
- 2002: International Game Fish Association Hall of Fame[13]

Ehrendoktorate der University of Miami und der Florida State University

## Bibliografie
Romane
- Heavy Laden (1928)
- Babes and Sucklings (1929, auch als The Party, 1966)
- Blondy’s Boy Friend (1930, als Leatrice Homesley)
- Gladiator (1930)
- Footprint of Cinderella (1931, auch als 9 Rittenhouse Square, 1959)
- The Murderer Invisible (1931)
- Five Fatal Words (1932, mit Edwin Balmer)
- The Savage Gentleman (1932)
- When Worlds Collide (1933, mit Edwin Balmer)
  - Deutsch: Wenn Welten zusammenstossen. Übersetzt von Else von Hollander-Lossow. Weiss, Berlin-Schöneberg 1959. Auch als: Heyne Science Fiction Classics #3178, 1970.
- After Worlds Collide (1934, mit Edwin Balmer)
  - Deutsch: Auf dem neuen Planeten : Nach dem Zusammenstoss der Welten. Übersetzt von Else von Hollander-Lossow. Weiss, Berlin-Schöneberg 1960. Auch als: Heyne Science Fiction Classics #3183, 1970.
- Finnley Wrenn: A Novel in a New Manner (1934)
- The Golden Hoard (1934, mit Edwin Balmer)
- As They Reveled (1936)
- Too Much of Everything (1936)
- The Shield of Silence (1936, mit Edwin Balmer)
- An April Afternoon (1938)
- Danger Mansion (1941)
- The Other Horseman (1942)
- Corpses at Indian Stones (1943)
- Opus 21 (1949)
- The Disappearance (1951)
  - Deutsch: Das große Verschwinden. Übersetzt von Edith Gradmann und Rolf Burgauer. Pan-Verlag, Zürich & Stuttgart 1954. Auch als: Ullstein Taschenbuch #189, 1958. Auch als: Das grosse Verschwinden. Übersetzt von Walter Brumm. Heyne Science Fiction #3148/3149, 1969.
- Tomorrow! (1954)
- Triumph (1963)
- They Were Both Naked (1965)
- Autumn Romance (1965)
- A Resourceful Lady (1966)
- The Spy Who Spoke Porpoise (1969)
- Los Angeles: A.D. 2017 (1971, Romanfassung eines Fernsehfilms)
- The End of the Dream (1972)
  - Deutsch: Planet im Todeskampf. Übersetzt von K. H. Schulz. Ullstein Taschenbuch #3482, 1978, ISBN 3-548-03482-9.

Sammlungen
- The Fifth Mystery Book (1944)
- Night unto Night (1944)
  - Deutsch: Nacht um Nacht. Übersetzt von Walter F. Gerlach. Taurus, Hamburg 1951.
- Selected Short Stories (1946)
- Three to Be Read (1952, 2 Bände)
- The Answer (1956)

Crunch & Des:
- The Big Ones Get Away! (1940)
- Salt Water Daffy (1941)
- Fish and Tin Fish: Crunch and Des Strike Back (1944)
- Crunch and Des: Stories of Florida Fishing (1948)
- The Best of Crunch and Des (1954)
- Treasure Cruise and Other Crunch and Des Stories (1956)
- Crunch & Des: Classic Stories about Saltwater Fishing (1990)
- Ten Thousand Blunt Instruments and Other Mysteries (2010)

Kurzgeschichten
- Seeing New York by Kiddie Car (1926)
- Westward Hoax (1926)
- Cartography (1926)
- Le Sport (1926)
- Against Dialect (1926)
- A Cat (1927)
- New Shoes for Baby (1927)
- Love Is Blonde (1928)
- The Coward (1929)
- Ann Called Six Times (1929)
- Her Fatal Beauty (1929)
- The Girl Who Was Afraid (1929)
- She Couldn’t Act (1929)
- For Love and for Spite (1929)
- Found—$100.00 (1929)
- Camera! (1929)
- The Girl at the Red Door (1930)
- Fire Next Door (1930)
- Patricia (1930)
- Darkness (1930)
- Echo of Heart-Beat (1930)
- Maid of Manhattan (1930)
- The Footprint of Cinderella (1931)
- The Rest Must Perish (1931)
- She Actually Came from Podunk (1931)
- Perkins’ Second “First Case” (1931)
- Perkins Takes the Case (1931)
- Twenty Cigarettes (1931)
- Thy Neighbor’s Wife (1931)
- Never Question Youth (1931)
- In a Hole (1931)
- Interference (1931)
- Perkins Finds $3,400,000 (1931)
- Agatha’s Affairs (1931)
- The Wild Wallaces (1931)
- Then He Met Lucy (1931)
- Sued on All Sides (1931)
- Angela Blocks a Kick (1931)
- The Man in Armor (1931)
- Henry’s Emotional Outlet (1932)
- An International Episode (1932)
- Angela Regrets an Invitation (1932)
- The Pink Chemise (1932)
- Perfect Cast and Setting (1932)
- The Easy Miracle (1932)
- The Flying Coed (1932)
- A Good Wife (1932)
- Make Way for Marcia (1932)
- Mad House (1933)
- Privacy Impossible (1933)
- A Resourceful Lady (1934)
- Middle Class (1934)
- Don’t Send Flowers (1934)
- Death Flies East (1934)
- Mogu Bogo Gets a Brain Trust (1934)
- The Ignominious Picnic (1934)
- What, No Harem? (1934)
- I Found the Bodies (1934)
- Re-Employment Engineer (1934)
- Lady Without a Past (1934)
- The Battling Butler (1935)
- Emotionally American (1935)
- Murder at Galleon Key (1935)
- The Mystery of Galleon Key (1935)
- Experiment in Barter (1935)
- Not Easy to Kill (1935)
- The Trial of Mark Adams (1935)
- One Love at a Time (1935)
- Too Much of Everything (1936)
- Death on the 8.06 (1936)
- The Paradise Canyon Mystery (1936)
- Invitation to Murder (1936)
- Murderers Welcome (1936)
- The Girl Who Really Got Kissed (1936)
- Second Honeymoon (1936)
- Smoke Across the Moon (1937)
- The Blizzard Murder Case (1937)
- Puzzle in the Snow (1937)
- Home from the Hills (1937)
- Danger Mansion (1937)
- Murder Takes Wings (1938)
- James McVane, M.D. (1938)
- Profile of a Prodigal (1938)
- Neither Strong nor Silent (1938)
- Death Takes a Reno Holiday (1939)
- It Couldn’t Be Murder (1939)
- Widow Voyage (1939, Crunch & Des-Reihe)
- Hooky Line and Sinker (1939, Crunch & Des-Reihe)
- Will We Do It All Over Again? (1939)
- The Old Crawdad (1939, Crunch & Des-Reihe)
- The Big Ones Get Away (1939, Crunch & Des-Reihe)
- Blowing East (1939, Crunch & Des-Reihe)
- There He Blows! (1939, Crunch & Des-Reihe)
- The Visiting Fire-Eater (1939, Crunch & Des-Reihe)
- I Haunt a Castle (1939)
- Crunch Goes Haywire (1940, Crunch & Des-Reihe)
- Fresh-Water Mermaid (1940, Crunch & Des-Reihe)
- Salt-Water Daffy (1940)
- Away from It All (1940)
- Light Tackle (1940, Crunch & Des-Reihe)
- No Scandal! (1940)
- The Hex on Mr. Hicks (1940)
- The Missing Mariners (1940, Crunch & Des-Reihe)
- Spare the Rod (1940)
- A Man Can Stand So Much (1940)
- Fifty-Four, Forty and Fight (1940)
- You Can’t Beat Beauty (1940)
- Hull Down (1941, Crunch & Des-Reihe)
- Fire on the Beach (1941, Crunch & Des-Reihe)
- Black Water (1941)
- The Expert (1941, Crunch & Des-Reihe)
- Troubled Waters (1941)
- Fish Bites Man (1941, Crunch & Des-Reihe)
- At Nineteen You’re Nothing (1941)
- The Way of All Fish (1941)
- Bimini Haul (1941)
- A Day Off for Desperate (1941)
- Crunch and the Golden Lure (1942, Crunch & Des-Reihe)
- Reports from a Rookie (1942)
- Shake-Up Cruise (1942, Crunch & Des-Reihe)
- Three-Time Winner (1942, Crunch & Des-Reihe)
- Girl Comes Home (1942)
- She Wanted to Be a Hero (1942)
- A Sales Talk from Sari (1942)
- One-Legged Gull (1943)
- Lingerie Lady (1943)
- The Man Who Had Been Around (1943)
- Judy Adjudicates (1943)
- Crunch Catches a Megrim (1943, Crunch & Des-Reihe)
- I.Q.—Suzie Q. (1943)
- The Murder at Recluse House (1943)
- Trophy (1943)
- The Snarling Santa Claus (1943)
- Judy Pre-Judges (1943)
- Stab in the Back (1943)
- Once Upon a Sunday (1943)
- The Band Played a Fine Tune (1943)
- Judy Comes Home with a Hero (1944)
- War Paint for the Poseidon (1944)
- Ten Thousand Blunt Instruments (1944)
- Judy Saves a Marriage (1944)
- The Shipwreck of Crunch and Des (1944, Crunch & Des-Reihe)
- A Diet of Fish (1944)
- Beauty and the Poor Fish (1944)
- Strike Three (1944)
- Everybody’s Got Phobias (1944)
- Beautiful Rich—and Dumb (1944)
- Mr. Pike and the Tin Fish (1944)
- Man Wanted (1944)
- Off Tackle (1945)
- Bait for McGillicudy (1945)
- Fresh Water Nightmare (1945)
- Infidelity (1945)
- Too Much Fish for Rugmund (1945)
- Sea Monster (1945)
- Perkins’ “First Case” (1945, Willis Perkins-Reihe)
- Jungle Journey (1945)
- No Bitter Wind (1945)
- The Paradise Crater (1945)
- A Question of Survival (1945)
- Passengers (1945)
- Death Whispers (1945)
- Blunder (1946)
- Winter Vacation (1946)
- Too Much Fish for Ragmund (1946)
- Time Short, But (1946)
- Quadruple Threat (1946)
- Eve and the Sea Serpent (1946)
- Doc Cutney’s Bonefish Marathon (1947)
- Fair-Caught (1947)
- By Hook—or Crook (1947)
- Key Jinx (1948, Crunch & Des-Reihe)
- Sharks Make Good Models (1948)
- Comrade Casey (1948)
- Sporting Blood (1948, Crunch & Des-Reihe)
- Experiment in Crime (1949)
- The Sixth Sense (1949)
- Smugglers’ Cover (1950)
- Christmas Dinner (1950, Crunch & Des-Reihe)
- The Man Who Loved a Joke (1951, Crunch & Des-Reihe)
- The Smuggled Atom Bomb (1951)
- Philadelphia Phase (1951)
- Dead Man in the Water (1952)
- The Bad Luck Kid (1952)
- Plane Down, Hurricane Area! (1952)
- Danger at Coral Key (1953)
- The Affair of the Ardent Amazon (1954)
- The Answer (1955)
- Treasure at Tandem Key (1956)
- East Into Danger (1957)
- The Girl on Bongo Key (1959)
- Sailfish, Ho! (1966, Crunch & Des-Reihe)

Drehbücher
- Island of Lost Souls (1932, mit Waldemar Young)
- The Invisible Man (1933, mit R. C. Sherriff)
- Murders in the Zoo (1933)
- The King of the Jungle (1933, mit with Fred Niblo, Jr.)
- Death in Paradise Canyon (1936, mit Saul Elkins und Norman Foster)

Sachliteratur
- The Army Way: A Thousand Pointers for New Soldiers (1940, mit William W. Muir)
- Generation of Vipers (1942)
- An Essay on Morals (1947)
- Denizens of the Deep: True Tales of Deep-Sea Fishing (1953)
- The Innocent Ambassadors (1957)
- The Lerner Marine Laboratory at Bimini, Bahamas (1960)
- The Magic Animal (1968)
  - Deutsch: Das Wundertier : Der Mensch neu gesehen. Übersetzt von Robert Brenner. Econ, Düsseldorf & Wien 1970, ISBN 3-430-19867-4.
- Sons and Daughters of Mom (1971)

## Filmografie
Drehbuch
- 1932: Die Insel der verlorenen Seelen
- 1933: Abenteuer in zwei Erdteilen
- 1933: Panik im Zoo
- 1966: Johnny Tiger
- 1971: The Name of the Game (Fernsehserie, Episode LA 2017)

Vorlagen und Adaptionen
- 1933: Der Unsichtbare
- 1934: Come On, Marines!
- 1935: Death Flies East
- 1937: Fair Warning
- 1937: Second Honeymoon
- 1937: Under Suspicion
- 1938: Ein Gladiator namens Hugo
- 1939: Charlie Chan in Reno
- 1941: Verlobung mit dem Tod
- 1942: Springtime in the Rockies
- 1946: Cinderella Jones
- 1949: Night Unto Night
- 1951: Tales of Tomorrow  (Fernsehserie, Episode Blunder)
- 1951: Der jüngste Tag
- 1955: Playwrights ’56 (Fernsehserie, Episode The Answer)
- 1955–1956 Crunch and Des (Fernsehserie, 37 Episoden)